# Mult mai de preț e iubirea
Mult mai de preț e iubirea este un film românesc din 1982 regizat de Dan Marcoci. Rolurile principale au fost interpretate de actorii Rodica Negrea, Dinu Manolache, Leopoldina Bălănuță.

## Distribuție
Distribuția filmului este alcătuită din:
- Dinu Manolache — Victor
- Valeria Seciu — Mama Emiliei
- Ion Besoiu — Mitrică
- Radu Panamarenco — Mustăciosul
- Anda Caropol — Femeia în negru
- Anca Pandrea — Femeia în roșu
- Iulia Boroș — Liliana
- Corado Negreanu — Tatăl Lilianei
- Marian Râlea
- Virginia Rogin
- Traian Stănescu — Călin
- Gina Nicolae — Femeia în albastru
- Eugen Cristea — Vasile
- Leopoldina Bălănuță — Velceasca
- Claudiu Istodor
- Cătălina Burcă — Silvia
- Rodica Negrea — Emilia

## Primire
Filmul a fost vizionat de 1.492.704 spectatori de spectatori în cinematografele din România, după cum atestă o situație a numărului de spectatori înregistrat de filmele românești de la data premierei și până la data de 31 decembrie 2014 alcătuită de Centrul Național al Cinematografiei.